# Mathilda sinensis
Mathilda sinensis is een slakkensoort uit de familie van de Mathildidae. De wetenschappelijke naam van de soort is voor het eerst geldig gepubliceerd in 1867 door P. Fischer.